# Aeternitas
Aeternitas er i den romerske mytologi gudinde for evigheden. Hun var symboliseret ved Fugl Føniks eller en orm/slange der rullet sammen i en cirkel bider sin egen hale (Ouroboros).